# Baeotis nesaea
Baeotis nesaea är en fjärilsart som beskrevs av Frederick DuCane Godman och Osbert Salvin 1889. Baeotis nesaea ingår i släktet Baeotis och familjen Riodinidae. Inga underarter finns listade i Catalogue of Life.